# نیژنه‌تاشوو
نیژنه‌تاشوو (انگلیسی: Nizhnetashevo) یک شهرک در شهرستان ملئوزوفسکی استان باشقیرستان کشور روسیه است.